# Brewster H. Shaw
Brewster H. Shaw, född 16 maj 1945 i Cass City i Michigan, är en amerikansk astronaut uttagen i astronautgrupp 8 den 16 januari 1978.

## Rymdfärder
- STS-9
- STS-61-B
- STS-28